# Віллапа (Вашингтон)
Віллапа (англ. Willapa) — переписна місцевість (CDP) в США, в окрузі Пасифік штату Вашингтон. Населення — 208 осіб (2020).

## Географія
Віллапа розташована за координатами 46°40′32″ пн. ш. 123°39′53″ зх. д. / 46.67556° пн. ш. 123.66472° зх. д. (46.675447, -123.664752).  За даними Бюро перепису населення США в 2010 році переписна місцевість мала площу 0,72 км², уся площа — суходіл.

## Демографія
Згідно з переписом 2010 року, у переписній місцевості мешкало 210 осіб у 81 домогосподарстві у складі 62 родин. Густота населення становила 292 особи/км².  Було 88 помешкань (122/км²).
Расовий склад населення:
| - 95,7 % — білих - 2,9 % — корінних американців |

До двох чи більше рас належало 1,4 %. Частка іспаномовних становила 2,9 % від усіх жителів.
За віковим діапазоном населення розподілялося таким чином: 24,3 % — особи молодші 18 років, 63,3 % — особи у віці 18—64 років, 12,4 % — особи у віці 65 років та старші. Медіана віку мешканця становила 45,5 року. На 100 осіб жіночої статі у переписній місцевості припадало 92,7 чоловіків;  на 100 жінок у віці від 18 років та старших — 96,3 чоловіків також старших 18 років.
Середній дохід на одне домашнє господарство  становив 65 563 долари США (медіана — 48 750), а середній дохід на одну сім'ю — 94 223 долари (медіана — 81 250). За межею бідності перебувало 8,2 % осіб, у тому числі 0,0 % дітей у віці до 18 років та 0,0 % осіб у віці 65 років та старших.
Цивільне працевлаштоване населення становило 98 осіб. Основні галузі зайнятості: освіта, охорона здоров'я та соціальна допомога — 30,6 %, виробництво — 15,3 %, сільське господарство, лісництво, риболовля — 14,3 %.